# Adaptive Multi-Rate
Adaptive Multi-Rate (AMR, AMR-NB) ist ein auf Sprachsignale spezialisiertes, auf dem Übertragungsstandard ACELP basierendes Audioformat zur verlustbehafteten Audiodatenkompression und im Wesentlichen eine Erweiterung von Enhanced Full Rate (EFR) um weitere Bitraten-Modi.
Adaptive Multi-Rate Wideband (AMR-WB, TS 26.171, G.722.2) fügt dem ursprünglichen AMR im Wesentlichen die Fähigkeit zur Reproduktion einer weiteren Oktave an reproduzierbarem Frequenzumfang hinzu. Extended Adaptive Multi-Rate – Wideband (AMR-WB+) ist eine Weiterentwicklung, die zusätzlich zu ACELP noch Transform Coded Excitation (TCX) einsetzt, um eine bessere Leistung bei anderen als Sprachsignalen bieten zu können, und auch Stereo-Signale und noch höhere Abtastfrequenzen ermöglicht. Der Enhanced Voice Service (EVS) von LTE Rel-10 kann eine herkömmliche AMR-WB-Schicht um zusätzliche Datenschichten ergänzen, mit denen hauptsächlich eine Erweiterung des reproduzierbaren Frequenzbereiches erreicht, aber auch Mehrkanalton möglich werden soll.
Die Firmen Ericsson, Nokia und die VoiceAge Corporation (Université de Sherbrooke) halten Softwarepatente an ACELP. VoiceAge erhebt Lizenzgebühren für die Nutzung des gesamten Patentpools.

## Merkmale und Technik
Die gesamte Formatfamilie basiert im Wesentlichen auf Algebraic Code Excited Linear Prediction (ACELP).

### Adaptive Multi-Rate Wideband (AMR-WB)
AMR-WB wurde für breitbandigere Sprachverbindungen in Mobilfunksystemen der zweiten und dritten Generation entwickelt und ist ein internationaler Standard unter den Bezeichnungen „TS 26.171“ (ETSI/3GPP) und „G.722.2“ (ITU-T).
Es ist mit seiner relativ hohen Abtastrate von 16 kHz ein sogenanntes „Breitband“-Format.
Mit dem Einsatz von AMR-WB wird der übertragbare Frequenzumfang gegenüber der bisher üblichen Telefonqualität von 3,4 kHz auf etwa 6,4 kHz beziehungsweise 7 kHz um eine Oktave erweitert.
Das Verfahren soll auch dadurch Mischsignale mit Sprach- und Umgebungsgeräuschen besser übertragen können und auch in lauter Umgebung eine bessere Sprachqualität ermöglichen.
Es sind mehrere Varianten definiert mit jeweils verschiedener Datenrate von zwischen 1,75 (Silence Descriptor, SID, bei Stille) beziehungsweise 6,6 und 23,85 kBit pro Sekunde.
Die Hauptvariante ist AMR-WB_12.65 mit 12,65 kBits an Daten pro Sekunde, die für reine Sprachsignale gedacht ist. Bei komplexeren Signalen werden entsprechend auf die bitratenintensiveren Varianten hochgeschaltet. Bei schlechten Übertragungsbedingungen kann auf die auf „Schmalband“-Wiedergabe beschränkten Varianten mit 8,85 oder 6,6 kbit/s zurückgegriffen werden. Mit einer Sprechpausenerkennung kann in Perioden ohne eigentliches Nutzsignal die Übertragung auf sogenannte „Silence Descriptor“ (SID) mit 1,75 kbit/s beschränkt werden (unterbrochene Übertragung, DTX), die nur noch Parameter zur Steuerung eines Komfortrauschgenerators enthalten.
Das Verfahren arbeitet mit Blöcken von 320 Abtastwerten (= 20 ms). Mit zusätzlichen 5 ms an Lookahead ergibt sich eine Codec-Latenz von 25 ms.
Der Berechnungsaufwand (Komplexität) beträgt laut Hersteller 38,9 WMOPS.

### Enhanced Voice Service (EVS)
EVS wird für breitbandigere Sprachverbindungen in Mobilfunksystemen der dritten und vierten Generation entwickelt.
Einer abwärtskompatiblen AMR-WB-Schicht können verschiedene zusätzliche Datenschichten zur Seite gestellt werden. Mittels Replikation des Signales aus der AMR-WB-Schicht wird ein ergänzendes Hochfrequenzsignal synthetisiert. Dazu werden in einer frequenztransformierten Repräsentation des Signales für verschiedene Subbänder des zu synthetisierenden Ergänzungssignales passende Abschnitte vom Ausgangssignal ausgewählt und in angepasster Lautstärke zusammengefügt oder – alternativ oder ergänzend – für sehr tonale Signalanteile die Obertöne des Grundsignales durch entsprechend skalierte Sinusoide erzeugt. Der Kodierer ermittelt die Parameter für die Steuerung des Rekonstruktionsprozesses und überträgt sie in einer Erweiterungsdatenschicht. Dadurch wird der Spektralbereich um eine weitere Oktave zu einem Superbreitband-Signal (bis 14 kHz) ergänzt. Mit einer weiteren gleichartigen Zusatzdatenschicht kann dieses um eine weitere Oktave bis zur Abdeckung des vollen menschlichen Hörbereich („fullband“) erweitert werden.
Weitere mögliche Zusatzdatenströme können Parameter zur Rekonstruktion weiterer Audiokanäle enthalten.

## Verwendung
AMR-WB wird gemäß dem Verwendungszweck, für den es entwickelt wurde, im klassischen Mobilfunk der dritten Generation eingesetzt. Die Firma Ericsson hat in Deutschland im UMTS-Netz von T-Mobile im Sommer 2006 mit ausgewählten Kunden in den Städten Köln und Hamburg einen AMR-WB-Betriebstest durchgeführt. Seit Ende 2008 sind im Netz von T-Mobile alle Ericsson-BSCs für AMR-WB vorbereitet, seit November 2011 ist dies für Endkunden flächendeckend verfügbar. Nach Telekom und Vodafone bietet seit März 2014 auch E-Plus das Verfahren unter der Marketing-Bezeichnung HD Voice an.
O2 führte als letzter Mobilfunkprovider im März 2015 AMR-WB, ein.
Im Rahmen des CAT-iq ist dieser Codec auch für schnurlose Heimtelefone nach dem DECT-Standard für die breitbandige Sprachübertragung (16 kHz Abtastrate) vorgesehen.
Weiterhin wird es auch für IP-Telefonie-Anwendungen eingesetzt. So wird das Verfahren von diversen sogenannten Softphones mit SIP und anderen Übertragungsprotokollen verwendet.

## Software
Das 3GPP hat eine Referenzimplementierung zu AMR-WB im Quellcode veröffentlicht. VoiceAge stellt für Windows-Betriebssysteme eine Experimentier-Version für unkommerzielle Zwecke im Quellcode zur Verfügung. Aus dem OpenCORE-Projekt existiert eine Implementierung als freie Software, die unter den Bedingungen von Version 2 der Apache-Lizenz verbreitet wird. FFmpeg ermöglichte seit März 2010 zunächst die Nutzung der OpenCORE-Bibliothek und entwickelte im Sommer im Rahmen eines Programmierstipendiums des Google Summer of Code eine eigene freie Implementierung eines Dekoders für das Format.

## Geschichte
Die grundlegende ACELP-Verfahren wurde 1989 an der Université de Sherbrooke in Kanada entwickelt.
Anlass für die Entwicklung von AMR-WB war die Suche des Europäischen Instituts für Telekommunikationsnormen (ETSI) und des 3rd Generation Partnership Project (3GPP) nach einem neuen Breitband-Codec mit der Fähigkeit zur Anpassung der Bitrate, eben dem Adaptive Multi-Rate Wideband. Nach einer Machbarkeitsstudie im Frühjahr 1999 wurde Mitte des Jahres der Standardisierungsprozess eingeleitet.
Das von den Firmen Nokia und VoiceAge gemeinsam entwickelte Verfahren wurde nach der in der Qualifizierungsphase im Frühjahr 2000 und der von Juni bis Oktober andauernden Auswahlphase im Dezember nach Praxistests für den Standard ausgewählt. Danach wurde die Spezifikation fertiggestellt und im März 2001 abgesegnet.
Seit Januar 2001 ist das Verfahren ein von der Internationalen Fernmeldeunion (ITU) empfohlener Standard (G.722.2).
Das im 3G-Standard CDMA2000 verwendete Verfahren Variable-Rate Multimode Wideband (VMR-WB) ist nach Vorbild von AMR-WB entwickelt und dazu kompatibel.
Für LTE (Mobilfunk-Generation 3,9/4) wird vom 3GPP eine substanzielle Verbesserung der Sprachqualität bei Telefongesprächen angestrebt. Das Nokia Research Center veröffentlichte am 18. April 2010 eine Ausarbeitung des Konzepts.